# Райнандриамампандри
Райнандриамампандри (малаг. Rainandriamampandry, наст. имя малаг. Rabezandrina; 4 мая 1836 — 15 октября 1896) — малагасийский государственный и военный деятель, автор труда «История Мадагаскара» (в 3-х т.).

## Биография
Райнандриамампандри происходил из знатной малагасийской семьи, его дед — Рамахери — был губернатором префектуры Манандзари (в провинции Фианаранцуа). Образование получил в колледже Лондонского миссионерского общества, с 1869 года служил в церкви при королевском дворце, с 1872 года возглавлял епархию в Амбухидратриму. В 1881—1885 годах занимал пост заместителя министра внутренних дел, с 1885 по 1895 год губернатор Таматаве.Во время Первой франко-малагасийской войны 1883—1885 годов был назначен генералом малагасийской армии. 10-го сентября 1885 года войска под его командованием успешно отразили французское наступление в битве при Фарафата, что вынудило Францию начать мирные переговоры с Имериной. Во время Второй франко-малагасийской войне 1894—1895 годов Райнандриамампандри снова возглавил оборону укреплений Фарафата. Он пользовался большой популярностью в войсках благодаря своим успехам в Первой франко-малагасийской войне, но так и не был назначен командующим малагасийской армией, так как премьер-министр Райнилайаривуни опасался конкуренции с его стороны.
После поражения во Второй франко-малагасийской войне 1894—1895 годов Мадагаскар стал колонией Францией, но в стране несмотря на капитуляцию развернулась настоящая партизанская война — «движение меналамба», поставившее под угрозу власть Франции. Считалось, что действия повстанческих отрядов координировала группа высшей знати, поддерживаемая членами королевской семьи. Чтобы устрашить повстанцев и мирное население Мадагаскара, оккупационными властями был инициирован процесс, на котором в качестве обвиняемых предстали принц Рацимамангу — как представителя королевского двора, и Райнандриамампандри — как представитель высшей знати. Доказательства их участия в заговоре были фальсифицированы, сам суд продолжался всего несколько дней. 15 октября 1896 года было объявлено о вынесении смертного приговора и расстреле обвиняемых. Райнандриамампандри был объявлен «мучеником за родину». Он стал героем антиколониальной борьбы. Малагасийские писатели и поэты посвящали ему произведения, в которых прославляли его деяния.

## Изучение истории и культуры Мадагаскара
Райнандриамампандри был учеником первого малагасийского историка Раумбаны, прекрасно знал английский язык. В 1863 году опубликовал «Англо-малагасийский словарь», насчитывавший 476 страниц. Однако он также с увлечением собирал древние сказания, записывал исторические традиции, копировал старые рукописи. В частности, он снял копию с исторической рукописи, составленной еще в 1844 году неким Рабетрану. После смерти Райнандриамампандри в 1896 году был опубликован его труд «История и обычаи предков», содержащий исторические очерки, описание обычаи и традиции малагасийцев, образцы фольклора. Главным трудом его жизни стала «История Мадагаскара», над которой он работал почти 20 лет. Она до сих пор остается одним из самых достоверных источником по малагасийской истории.